# Bromocriptine
La bromocriptine (présente dans des médicaments du type Parlodel® et Bromo-Kin®), un peptide de la famille des alcaloïdes dérivé de l'ergot de seigle, est un agoniste dopaminergique qui est utilisé notamment dans le traitement des tumeurs de la glande hypophyse ainsi que dans la maladie de Parkinson.

## Indications
Les tumeurs hypophysaires, pouvant engendrer une hyperprolactinémie comme le prolactinome, peuvent dans certains cas être traitées par la bromocriptine.

### Inhibiteur de la lactation physiologique
Historiquement utilisée dans le post-partum afin d'empêcher la lactation en inhibant la production de prolactine par l'hypophyse, cette hormone entraînant la production de lait par la glande mammaire. Son utilisation dans ce cadre a été arrêté du fait de bénéfices moindres par rapport aux effets indésirables potentiels.

### Traitement anti-rejet après une greffe d'organe
La prolactine est un stimulateur de la multiplication des lymphocytes T (système immunitaire à médiation cellulaire). La bromocriptine peut donc être utilisée dans le but de supprimer les réponses immunitaires lors d'une transplantation d'organe.

### Traitement du sevrage cocaïnique
Puisque la bromocriptine agit en tant qu'agoniste de la dopamine, elle est une utilisation possible dans le traitement de la dépendance à la cocaïne car ce phénomène est dû au blocage de la recapture de la dopamine dans la fente synaptique. Bien que les effets de la bromocriptine dans ce cas soient apparemment négligeables lorsqu'elle est administrée seule, les études montrent tout de même qu'elle a la propriété de soulager de manière significative le syndrome de sevrage cocaïnique,.

### Traitement du diabète et de l'obésité
Des études ont pu mettre en évidence des interactions entre l'insensibilité à l'insuline et la dopamine. Une société du nom de Veroscience utilise la bromocriptine dans le traitement des diabètes et de l'obésité, et leur site internet montre une interaction entre neurotransmetteurs et variations saisonnières dans la sensibilité à l'insuline chez les vertébrés. Il existe par ailleurs des interactions entre température, dopamine et synthèse de sérotonine. De plus, de récentes recherches montrent que les patients atteints de diabète développent préférentiellement la maladie de Parkinson qui est caractérisée par une déficience en dopamine au niveau du cerveau.

### "Traitement" de la maladie de Parkinson
La bromocriptine est un agoniste des récepteurs dopaminergiques D2 et a, par conséquent, été utilisée dans le traitement de la maladie de Parkinson. Très tôt, des études ont suggéré que le traitement de ces patients, incluant de la bromocriptine avant l'administration de 3,4-dihydroxyphénylalanine (ou DOPA), retarde l'apparition des effets secondaires comme la dyskinésie. Cependant, une revue récente éditée par Cochrane Corporation affecte un niveau de preuve scientifique faible à ces observations.

### Traitement du syndrome des jambes sans repos
La bromocriptine est le traitement de première intention du syndrome des jambes sans repos : mouvements périodiques du sommeil et/ou impatience des membres inférieurs.

## Structure
La bromocriptine comporte deux groupes peptidiques de sa partie tripeptidique (dessinée en noir à gauche sur la figure présentée plus haut) sont liés, formant la liaison >N-C(OH)< entre les deux cycles avec une fonction amide.